# Torres Terra Sarda 2001-2002
Questa voce raccoglie le informazioni riguardanti la Torres Terra Sarda nelle competizioni ufficiali della stagione 2001-2002.

## Stagione
Nell'estate la società comunica di affidato la guida tecnica della squadra Roberto Ennas, sostituendo Salvatore "Tore" Arca che aveva allenato la Torres Fo.S la stagione precedente nel primo treble della società.

## Organigramma societario
Area amministrativa
- Presidente: Leonardo Marras

Area tecnica
- Allenatore: Roberto Ennas

## Rosa
| N. |                   | Ruolo | Calciatrice         |
| -- | ----------------- | ----- | ------------------- |
|    | Italia (bandiera) | P     | Carla Brunozzi      |
|    | Italia (bandiera) | P     | Elisa Forlucci      |
|    | Italia (bandiera) | P     | Alessandra Gabrieli |
|    | Italia (bandiera) | D     | Eleonora Carrus     |
|    | Italia (bandiera) | D     | Damiana Deiana      |
|    | Italia (bandiera) | D     | Valeria Glino       |
|    | Italia (bandiera) | D     | Nadia Grassi        |
|    | Italia (bandiera) | D     | Luisa Marchio       |
|    | Italia (bandiera) | D     | Gioia Masia         |
|    | Italia (bandiera) | D     | Paola Zonza         |
|    | Italia (bandiera) | C     | Pamela Conti        |
|    | Italia (bandiera) | C     | Elisa Deiana        |

| N. |                   | Ruolo | Calciatrice               |
| -- | ----------------- | ----- | ------------------------- |
|    | Italia (bandiera) | C     | Francesca Di Marco        |
|    | Italia (bandiera) | C     | Francesca Meloni          |
|    | Italia (bandiera) | C     | Tamara Pintus             |
|    | Italia (bandiera) | C     | Monica Placchi (capitano) |
|    | Italia (bandiera) | C     | Maria Grazia Ruiu         |
|    | Italia (bandiera) | C     | Tiziana Vampo             |
|    | Italia (bandiera) | A     | Antonella Carta           |
|    | Spagna (bandiera) | A     | Ángeles Parejo            |
|    | Italia (bandiera) | A     | Patrizia Sberti           |
|    | Italia (bandiera) | A     | Maria Caterina Uras       |
|    | Italia (bandiera) | A     | Valentina Valenti         |
|    | Italia (bandiera) | ?     | Simona Carrus             |

## Calciomercato

### Sessione estiva
| Acquisti | Acquisti        | Acquisti          | Acquisti   |
| R.       | Nome            | da                | Modalità   |
| -------- | --------------- | ----------------- | ---------- |
| P        | Carla Brunozzi  | Atletico Oristano | svincolata |
| D        | Luisa Marchio   | G.E.A.S.          | svincolata |
| C        | Tiziana Vampo   | Olbia             | svincolata |
| A        | Patrizia Sberti | Pisa              | svincolata |

| Cessioni | Cessioni          | Cessioni        | Cessioni   |
| R.       | Nome              | a               | Modalità   |
| -------- | ----------------- | --------------- | ---------- |
| C        | Manuela Carboni   | Caprera         | svincolata |
| C        | Daniela Tavalazzi | Ruco Line Lazio | svincolata |
| A        | Rita Guarino      | Ruco Line Lazio | svincolata |

## Risultati

### Serie A

#### Girone di andata
| Arbitro: | Falso (Formia) |

|                |           |  |
| Conti 42’, 84’ | Marcatori |  |

| Arbitro: | Di Mauro (Siracusa) |

|  |           |                      |
|  | Marcatori | 12’ Carta 14’ Carrus |

| Arbitro: | Atzori (Roma) |

|            |           |           |
| Sberti 58’ | Marcatori | 32’ Secci |

| Arbitro: | Apolchi (Gubbio) |

|              |           |                                 |
| Randello 50’ | Marcatori | 30’ Parejo 57’ Sberti 88’ Conti |

| Arbitro: | De Toni (Schio) |

|                           |           |  |
| Sberti 53’, 63’ Conti 41’ | Marcatori |  |

| Arbitro: | Branciari (Macerata) |

|              |           |            |
| Pasqui 90+7’ | Marcatori | 25’ Parejo |

| Sassari 3 novembre 2001, ore 14:30 CET 7ª giornata | Torres Terra Sarda | 0 – 0 referto | Ruco Line Lazio | Stadio Vanni Sanna (ca. 200 spett.)\| Arbitro: \| Spinelli (Bari) \| |
| Arbitro:                                           | Spinelli (Bari)    |               |                 |                                                                      |

| Arbitro: | Mercuri (Foligno) |

|                            |           |                                                               |
| Colasuonno 64’ Ugolini 75’ | Marcatori | 2’ Marchio 10’ (aut.) Balestri 25’ Carta 45’ Glino 80’ Parejo |

| Arbitro: | Mascia (Cagliari) |

|                                                                |           |  |
| Carta 12’, 48’, 63’ Sberti 33’, 52’ Carrus 47’ Parejo 68’, 74’ | Marcatori |  |

| 8 dicembre 2001, ore 14:30 CET 10ª giornata | Foroni           | 0 – 0 referto | Torres Terra Sarda | \| Arbitro: \| Rinaldi (Milano) \| |
| Arbitro:                                    | Rinaldi (Milano) |               |                    |                                    |

| Arbitro: | Piacentini (Roma) |

|                 |           |           |
| Parejo 38’, 58’ | Marcatori | 87’ Bedin |

| Milano 5 gennaio 2002, ore 14:30 CET 12ª giornata | ACF Milan              | 0 – 0 referto | Torres Terra Sarda | \| Arbitro: \| Capria (Vibo Valentia) \| |
| Arbitro:                                          | Capria (Vibo Valentia) |               |                    |                                          |

| Arbitro: | De Toni (Schio) |

|                      |           |  |
| Parejo 38’ Carta 62’ | Marcatori |  |

#### Girone di ritorno
| Arbitro: | Fratti (Pisa) |

|              |           |                                    |
| Costanzo 78’ | Marcatori | 55’ Carrus 63’ E. Deiana 83’ Vampo |

| Sassari 26 gennaio 2002, ore 14:30 CET 15ª giornata | Torres Terra Sarda | 0 – 0 referto | Fiammamonza | Stadio Vanni Sanna\| Arbitro: \| Conte (Formia) \| |
| Arbitro:                                            | Conte (Formia)     |               |             |                                                    |

| Arbitro: | Dessena (Ozieri) |

|            |           |            |
| Sodini 62’ | Marcatori | 40’ Sberti |

| Arbitro: | Mascia (Cagliari) |

|                                        |           |                 |
| Marchio 42’ Pintus 44’, 75’ Sberti 57’ | Marcatori | 90’ Guglielmino |

| Arbitro: | Arcangeli |

|  |           |                           |
|  | Marcatori | 13’, 90’ Parejo 63’ Carta |

| Arbitro: | Polchi (Gubbio) |

|                            |           |  |
| Parejo 30’, 60’ Sberti 56’ | Marcatori |  |

| Arbitro: | Di Mauro (Siracusa) |

|           |           |  |
| Zorri 53’ | Marcatori |  |

| Arbitro: | Conte (Formia) |

|                      |           |  |
| Sberti 9’ Parejo 87’ | Marcatori |  |

| Arbitro: | Savo (Aprilia) |

|                                     |           |  |
| Cinnirella 10’ Buttaccio Tardio 47’ | Marcatori |  |

| Arbitro: | Bellario (Bologna) |

|                         |           |                                              |
| Carta 72’ D. Deiana 78’ | Marcatori | 33’, 51’ Marsico 44’ Gazzoli 77’ Tagliacarne |

| Arbitro: | Gennaro (Verona) |

|                             |           |                          |
| Simonato 44’ Bernardi 90+2’ | Marcatori | 3’ Masia 15’, 78’ Parejo |

| Arbitro: | Ventura (Cagliari) |

|              |           |                               |
| Sberti 90+3’ | Marcatori | 46’ Zambetta 65’ Ar. Balducci |

| Arbitro: | Castaldi (Savona) |

|             |           |            |
| Tommasi 46’ | Marcatori | 73’ Parejo |

### Coppa Italia

#### Terzo turno
| Arbitro: | Demuro (Sassari) |

|  |           |                                          |
|  | Marcatori | 5’, 6’, 45’ Sberti 38’ Masia 85’ Valenti |

#### Ottavi di finale
| Arbitro: | Manca (Carbonia) |

|  |           |                                                                          |
|  | Marcatori | 6’ Sberti 14’ Pintus 61’ (aut.) Crobu 66’, 71’, 79’ Parejo 85’ D. Deiana |

| Arbitro: | Piu (Macomer) |

|                 |           |            |
| Parejo 45’, 67’ | Marcatori | 58’ Sodini |

#### Quarti di finale
| Arbitro: | Bini (Viareggio) |

|  |           |                                          |
|  | Marcatori | 25’ Pintus 45’, 54’ Parejo 62’ D. Deiana |

| Arbitro: | Demuro (Sassari) |

|                                                 |           |                                                  |
| Parejo 9’, 61’, 87’ Sberti 17’ Carta 42’ (rig.) | Marcatori | 15’ Ugolini 85’ (rig.) Palombini 90+1’ Del Bontà |

#### Semifinali
| Arbitro: | De Nitto (Brindisi) |

|                      |           |                 |
| Zorri 26’ Panico 49’ | Marcatori | 2’ (rig.) carta |

| Arbitro: | De Cintio (Bergamo) |

|             |           |                                                   |
| Valenti 44’ | Marcatori | 43’ Lattanzi 45+1’, 60’ Panico 57’ (rig.) Guarino |

### Supercoppa italiana
| Arbitro: | Sabina De Nitto (Brindisi) |

|                      |           |                                      |
| Conti 73’ Parejo 93’ | Marcatori | 45’ Placchi 48’ Battistoli 109’ Boni |

### UEFA Women's Cup

#### Fase a gironi
Gruppo 5
| Helsinki 3 ottobre 2001                                                | HJK       | 2 – 1      | Torres Terra Sarda | Töölön Pallokenttä (466 spett.) |
| \| \| \| \| \| Kalmari 11’ Lindqvist 90’ \| Marcatori \| 29’ Parejo \| |           |            |                    |                                 |
|                                                                        |           |            |                    |                                 |
| Kalmari 11’ Lindqvist 90’                                              | Marcatori | 29’ Parejo |                    |                                 |

| Helsinki 5 ottobre 2001                                                   | Torres Terra Sarda | 5 – 0 | Landhaus Vienna | Töölön Pallokenttä (78 spett.) |
| \| \| \| \| \| Conti 3’, 45’ Parejo 57’, 77’ Masia 90’ \| Marcatori \| \| |                    |       |                 |                                |
|                                                                           |                    |       |                 |                                |
| Conti 3’, 45’ Parejo 57’, 77’ Masia 90’                                   | Marcatori          |       |                 |                                |

| Helsinki 7 ottobre 2001                                          | Torres Terra Sarda | 4 – 0 | KÍ Klaksvík | Töölön Pallokenttä (47 spett.) |
| \| \| \| \| \| Sberti 3’, 20’, 45’ Parejo 38’ \| Marcatori \| \| |                    |       |             |                                |
|                                                                  |                    |       |             |                                |
| Sberti 3’, 20’, 45’ Parejo 38’                                   | Marcatori          |       |             |                                |

## Statistiche

### Statistiche di squadra
| Competizione        | Punti | In casa | In casa | In casa | In casa | In casa | In casa | In trasferta | In trasferta | In trasferta | In trasferta | In trasferta | In trasferta | Totale | Totale | Totale | Totale | Totale | Totale | DR  |
| Competizione        | Punti | G       | V       | N       | P       | Gf      | Gs      | G            | V            | N            | P            | Gf           | Gs           | G      | V      | N      | P      | Gf     | Gs     | DR  |
| ------------------- | ----- | ------- | ------- | ------- | ------- | ------- | ------- | ------------ | ------------ | ------------ | ------------ | ------------ | ------------ | ------ | ------ | ------ | ------ | ------ | ------ | --- |
| Serie A             | 50    | 13      | 8       | 3       | 2       | 31      | 9       | 13           | 7            | 4            | 2            | 21           | 10           | 26     | 15     | 7      | 4      | 52     | 21     | +31 |
| Coppa Italia        | -     | 3       | 2       | 0       | 1       | 8       | 8       | 4            | 3            | 0            | 1            | 17           | 2            | 7      | 5      | 0      | 2      | 25     | 10     | +15 |
| Supercoppa italiana | -     | -       | -       | -       | -       | -       | -       | -            | -            | -            | -            | -            | -            | 1      | 0      | 0      | 1      | 2      | 3      | -1  |
| UEFA Women's Cup    | -     | -       | -       | -       | -       | -       | -       | -            | -            | -            | -            | -            | -            | 3      | 2      | 0      | 1      | 10     | 2      | +8  |
| Totale              | -     | -       | -       | -       | -       | -       | -       | -            | -            | -            | -            | -            | -            | 35     | 25     | 4      | 6      | 106    | 33     | +73 |

### Andamento in campionato
| Giornata  | 1 | 2 | 3 | 4 | 5 | 6 | 7 | 8 | 9 | 10 | 11 | 12 | 13 | 14 | 15 | 16 | 17 | 18 | 19 | 20 | 21 | 22 | 23 | 24 | 25 | 26 |
| --------- | - | - | - | - | - | - | - | - | - | -- | -- | -- | -- | -- | -- | -- | -- | -- | -- | -- | -- | -- | -- | -- | -- | -- |
| Luogo     | C | T | C | T | C | T | C | T | C | T  | C  | T  | C  | T  | C  | T  | C  | T  | C  | T  | C  | T  | C  | T  | C  | T  |
| Risultato | V | V | N | V | N | N | N | V | V | N  | V  | N  | V  | V  | N  | N  | V  | V  | V  | P  | V  | P  | P  | V  | P  | N  |
| Posizione | 1 | 1 | 1 |   |   |   |   |   | 3 |    |    |    |    |    |    |    | 3  |    |    |    |    |    |    | 3  | 4  | 4  |

Legenda:

Luogo: C = Casa; T = Trasferta. Risultato: V = Vittoria; N = Pareggio; P = Sconfitta.

### Statistiche delle giocatrici
| Giocatore   | Serie A  | Serie A | Serie A     | Serie A    | Coppa Italia | Coppa Italia | Coppa Italia | Coppa Italia | Supercoppa italiana | Supercoppa italiana | Supercoppa italiana | Supercoppa italiana | UEFA Women's Cup | UEFA Women's Cup | UEFA Women's Cup | UEFA Women's Cup | Totale   | Totale | Totale      | Totale     |
| Giocatore   | Presenze | Reti    | Ammonizioni | Espulsioni | Presenze     | Reti         | Ammonizioni  | Espulsioni   | Presenze            | Reti                | Ammonizioni         | Espulsioni          | Presenze         | Reti             | Ammonizioni      | Espulsioni       | Presenze | Reti   | Ammonizioni | Espulsioni |
| ----------- | -------- | ------- | ----------- | ---------- | ------------ | ------------ | ------------ | ------------ | ------------------- | ------------------- | ------------------- | ------------------- | ---------------- | ---------------- | ---------------- | ---------------- | -------- | ------ | ----------- | ---------- |
| C. Brunozzi | 23       | ?       | ?           | ?          | 5            | -7           | ?            | ?            | 1                   | 0                   | ?                   | ?                   | ?                | ?                | ?                | ?                | 29+      | -7+    | ?           | ?          |
| E. Carrus   | 21       | 3       | ?           | ?          | 6            | 0            | ?            | ?            | 1                   | 0                   | ?                   | ?                   | ?                | ?                | ?                | ?                | 28+      | 3+     | ?           | ?          |
| S. Carrus   | 3        | ?       | ?           | ?          | 1            | 0            | ?            | ?            | -                   | -                   | -                   | -                   | ?                | ?                | ?                | ?                | 4+       | 0+     | 0+          | 0+         |
| A. Carta    | 17       | 8       | ?           | ?          | 5            | 2            | ?            | ?            | 1                   | 0                   | ?                   | ?                   | ?                | ?                | ?                | ?                | 23+      | 10+    | ?           | ?          |
| P. Conti    | 10       | 4       | ?           | ?          | 1            | 0            | ?            | ?            | 1                   | 1                   | ?                   | ?                   | 3                | 2                | ?                | ?                | 15       | 7      | ?           | ?          |
| D. Deiana   | 24       | 1       | ?           | ?          | 5            | 2            | ?            | ?            | 1                   | 0                   | ?                   | ?                   | ?                | ?                | ?                | ?                | 30+      | 3+     | ?           | ?          |
| E. Deiana   | 15       | 0       | ?           | ?          | 6            | 0            | ?            | ?            | -                   | -                   | -                   | -                   | ?                | ?                | ?                | ?                | 21+      | 0+     | 0+          | 0+         |
| F. Di Marco | 2        | 0       | ?           | ?          | 2            | 0            | ?            | ?            | -                   | -                   | -                   | -                   | ?                | ?                | ?                | ?                | 4+       | 0+     | 0+          | 0+         |
| E. Forlucci | 5        | -?      | ?           | ?          | 1            | 0            | ?            | ?            | -                   | -                   | -                   | -                   | ?                | ?                | ?                | ?                | 6+       | 0+     | 0+          | 0+         |
| A. Gabrieli | 2        | -?      | ?           | ?          | 1            | -3           | ?            | ?            | -                   | -                   | -                   | -                   | ?                | ?                | ?                | ?                | 3+       | -3+    | 0+          | 0+         |
| V. Glino    | 23       | 1       | ?           | ?          | 4            | 0            | ?            | ?            | 1                   | 0                   | ?                   | ?                   | ?                | ?                | ?                | ?                | 28+      | 1+     | ?           | ?          |
| N. Grassi   | 8        | 0       | ?           | ?          | 7            | 0            | ?            | ?            | -                   | -                   | -                   | -                   | ?                | ?                | ?                | ?                | 15+      | 0+     | 0+          | 0+         |
| L. Marchio  | 25       | 2       | ?           | ?          | 7            | 0            | ?            | ?            | 1                   | 0                   | ?                   | ?                   | ?                | ?                | ?                | ?                | 33+      | 2+     | ?           | ?          |
| G. Masia    | 25       | 1       | ?           | ?          | 6            | 1            | ?            | ?            | 1                   | 0                   | ?                   | ?                   | ?                | 1                | ?                | ?                | 32+      | 3      | ?           | ?          |
| F. Meloni   | 2        | 0       | ?           | ?          | -            | -            | -            | -            | 1                   | 0                   | ?                   | ?                   | ?                | ?                | ?                | ?                | 3+       | 0+     | 0+          | 0+         |
| Á. Parejo   | 25       | 16      | ?           | ?          | 5            | 10           | ?            | ?            | 1                   | 1                   | ?                   | ?                   | ?                | 4                | ?                | ?                | 31+      | 31     | ?           | ?          |
| T. Pintus   | 20       | 2       | ?           | ?          | 6            | 2            | ?            | ?            | -                   | -                   | -                   | -                   | ?                | ?                | ?                | ?                | 26+      | 4+     | 0+          | 0+         |
| M. Placchi  | 19       | 0       | ?           | ?          | 4            | 0            | ?            | ?            | 1                   | 0                   | ?                   | ?                   | ?                | ?                | ?                | ?                | 24+      | 0+     | ?           | ?          |
| M. G. Ruiu  | 17       | 0       | ?           | ?          | 4            | 0            | ?            | ?            | 1                   | 0                   | ?                   | ?                   | ?                | ?                | ?                | ?                | 22+      | 0+     | ?           | ?          |
| P. Sberti   | 24       | 11      | ?           | ?          | 5            | 5            | ?            | ?            | 1                   | 0                   | ?                   | ?                   | ?                | 3                | ?                | ?                | 30+      | 19     | ?           | ?          |
| C. Uras     | 6        | 0       | ?           | ?          | 5            | 0            | ?            | ?            | -                   | -                   | -                   | -                   | ?                | ?                | ?                | ?                | 11+      | 0+     | 0+          | 0+         |
| V. Valenti  | 5        | 0       | ?           | ?          | 4            | 2            | ?            | ?            | -                   | -                   | -                   | -                   | ?                | ?                | ?                | ?                | 9+       | 2+     | 0+          | 0+         |
| T. Vampo    | 14       | 1       | ?           | ?          | 3            | 0            | ?            | ?            | -                   | -                   | -                   | -                   | ?                | ?                | ?                | ?                | 17+      | 1+     | 0+          | 0+         |
| P. Zonza    | 11       | 0       | ?           | ?          | 3            | 0            | ?            | ?            | -                   | -                   | -                   | -                   | ?                | ?                | ?                | ?                | 14+      | 0+     | 0+          | 0+         |